# Boutervilliers
Boutervilliers és un municipi francès, situat al departament de l'Essonne i a la regió de Illa de França. L'any 2007 tenia 329 habitants.
Forma part del cantó d'Étampes, del districte d'Étampes i de la Comunitat d'aglomeració de l'Étampois Sud-Essonne.

## Demografia

### Població
El 2007 la població de fet de Boutervilliers era de 329 persones. Hi havia 111 famílies, de les quals 16 eren unipersonals (16 homes vivint sols), 28 parelles sense fills, 51 parelles amb fills i 16 famílies monoparentals amb fills.
La població ha evolucionat segons el següent gràfic:
Habitants censats

### Habitatges
El 2007 hi havia 131 habitatges, 118 eren l'habitatge principal de la família, 9 eren segones residències i 3 estaven desocupats. 129 eren cases i 1 era un apartament. Dels 118 habitatges principals, 98 estaven ocupats pels seus propietaris, 16 estaven llogats i ocupats pels llogaters i 5 estaven cedits a títol gratuït; 1 tenia una cambra, 7 en tenien dues, 10 en tenien tres, 28 en tenien quatre i 73 en tenien cinc o més. 98 habitatges disposaven pel capbaix d'una plaça de pàrquing. A 41 habitatges hi havia un automòbil i a 73 n'hi havia dos o més.

### Piràmide de població
La piràmide de població per edats i sexe el 2009 era:
| Homes | Edats   | Dones |
| ----- | ------- | ----- |
| 0     | 95 o +  | 0     |
| 0     | 90 a 94 | 0     |
| 0     | 85 a 89 | 0     |
| 0     | 80 a 84 | 0     |
| 8     | 75 a 79 | 4     |
| 4     | 70 a 74 | 12    |
| 4     | 65 a 69 | 8     |
| 4     | 60 a 64 | 0     |
| 4     | 55 a 59 | 8     |
| 16    | 50 a 54 | 4     |
| 20    | 45 a 49 | 16    |
| 4     | 40 a 44 | 16    |
| 12    | 35 a 39 | 8     |
| 12    | 30 a 34 | 16    |
| 4     | 25 a 29 | 16    |
| 12    | 20 a 24 | 12    |
| 8     | 15 a 19 | 12    |
| 4     | 10 a 14 | 8     |
| 12    | 5 a 9   | 8     |
| 0     | 0 a 4   | 8     |

## Economia
El 2007 la població en edat de treballar era de 234 persones, 178 eren actives i 56 eren inactives. De les 178 persones actives 170 estaven ocupades (91 homes i 79 dones) i 8 estaven aturades (3 homes i 5 dones). De les 56 persones inactives 20 estaven jubilades, 26 estaven estudiant i 10 estaven classificades com a «altres inactius».

### Ingressos
El 2009 a Boutervilliers hi havia 125 unitats fiscals que integraven 364 persones, la mediana anual d'ingressos fiscals per persona era de 25.277 €.

### Activitats econòmiques
Dels 32 establiments que hi havia el 2007, 5 eren d'empreses de construcció, 3 d'empreses de comerç i reparació d'automòbils, 1 d'una empresa financera, 1 d'una empresa immobiliària, 6 d'empreses de serveis, 1 d'una entitat de l'administració pública i 15 d'empreses classificades com a «altres activitats de serveis».
Dels 4 establiments de servei als particulars que hi havia el 2009, 1 era una fusteria, 1 lampisteria, 1 electricista i 1 empresa de construcció.
L'any 2000 a Boutervilliers hi havia 6 explotacions agrícoles.

## Equipaments sanitaris i escolars
El 2009 hi havia una escola elemental integrada dins d'un grup escolar amb les comunes properes formant una escola dispersa.

## Poblacions més properes
El següent diagrama mostra les poblacions més properes.